# Believe (sång av Antiloop)
Believe är en sång av den svenska trance-duon Antiloop. Den släpptes i oktober 1998 av Stockholm Records som den första och ledande singeln från deras remixalbum, Remixed. Den sålde guld och nådde plats 5 i Sverige.

## Låtlista

### CD
| Nr | Titel                                      | Längd |
| -- | ------------------------------------------ | ----- |
| 1. | Believe (Radio Version)                    | 3:29  |
| 2. | Believe (Extended Version)                 | 6:30  |
| 3. | Believe (Redtop's D For Dub-eliever Remix) | 6:22  |
| 4. | Believe (Believe In Dub Remix)             | 6:01  |

### 12"
| 1. | Believe (Extended Version) | 6:30 |
| 2. | Believe (Dub Version)      | 7:20 |

| 1. | Believe (Redtop's D For Dub-Eliever Remix) | 6:22 |
| 2. | Believe (Believe In Dub Remix)             | 6:01 |

## Topplistor
| Lista                       | Topplacering |
| --------------------------- | ------------ |
| Norge (VG-lista)            | 5            |
| Sverige (Sverigetopplistan) | 5            |

## Certifikat
| Land          | Certifikat | Försäljningar |
| ------------- | ---------- | ------------- |
| Sverige (GLF) | Guld       |               |